# 白阳镇
白阳镇，是中华人民共和国宁夏回族自治区固原市彭阳县下辖的一个乡镇级行政单位。

## 行政区划
白阳镇下辖以下地区：
政府街社区、郑河路社区、友谊街社区、姚河村、任湾村、南山村、刘台村、周沟村、双磨村、姬山村、罗堡村、姜洼村、袁老庄村、余沟村、白岔村、陡坡村、崾岘村、中庄村、玉洼村和庞阳洼村。